# Mallorca Vandaag
Mallorca Vandaag was een Nederlandstalig maandblad voor Belgen en Nederlanders op Mallorca dat verscheen van 15 augustus 2001 tot 15 september 2006. De oplage varieerde van 1.000 tot 2.500 exemplaren.

## Geschiedenis
In november 2000 publiceerde de Nederlandse journalist Allard van Gent (1966) de eerste Nederlandstalige pagina in de Duitse maandkrant El Aviso op Mallorca. Daarna volgde iedere maand een pagina met Nederlandstalig nieuws voor de Nederlandstalige bewoners en bezoekers op Mallorca. In mei 2001 had hij zijn pagina reeds van enkele rubrieken voorzien zoals Wie is wie en Kleintjes, een rubriek met gratis advertenties voor en door particulieren. De resonans op de pagina was groot. Van Gent informeerde bij het Nederlandse consulaat in Palma de Mallorca naar het aantal Nederlanders op het eiland. Hoewel er geen officiële getallen voorhanden waren, lag de schatting bij circa 4.000. Het Belgische consulaat ging destijds van circa 1.000 Vlamingen uit. Het aantal Nederlandstalige bewoners motiveerde Van Gent om de Duitse krant te verlaten en een eigen Nederlandstalig maandblad op te richten.

### Oprichting
Op 15 augustus 2001 publiceerde Van Gent in het dorp Campos de eerste uitgave. In de Balearische hoofdstad Palma de Mallorca werd het magazine onder het registratienummer Deposito Legal PM-1688-2001 geregistreerd. De eerste uitgave telde 32 pagina's. De Duitse Mangala Meiners assisteerde bij o.a. de boekhouding, de distributie en de lay-out. De Duitse fotograaf Renko Bruhn stelde in ruil voor een advertentie regelmatig foto's voor het tijdschrift ter beschikking.

## Inhoud

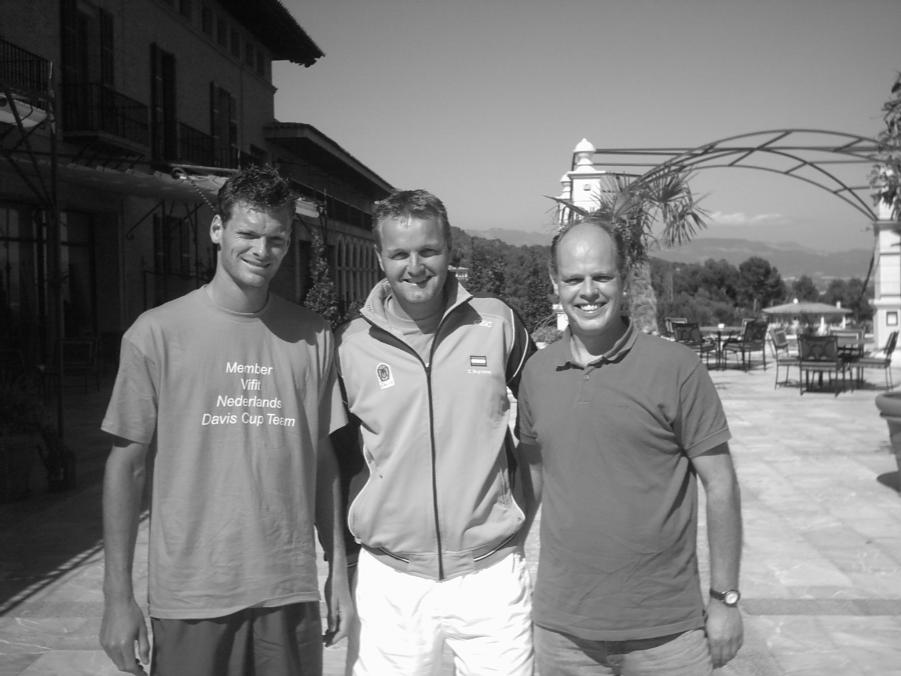
Uitgever Allard van Gent (r) samen met Sjenk Schalken (l) en Tjerk Bogtstra (m) vanwege berichtgeving over een Daviscupwedstrijd tussen Spanje en Nederland op Mallorca

Op de eerste pagina heette Allard van Gent in een eigen column maandelijks alle lezers welkom. De Belg Alain Henry Steegmans sprak in een column op de pagina ernaast alle Vlaamse lezers aan. De column van Steegmans verscheen tot januari 2002. Van Gent schreef maandelijks meerdere reportages en interviewde interessante bezoekers en bewoners van het eiland waaronder o.a. de schrijver Jean Schalekamp, de voetballer Arnold Bruggink, de wielrenner Fred Rompelberg, de cabaretier Henk Elsink, de zangeres Loona, de wielrenster Leontien van Moorsel, de tennissers Sjeng Schalken en Tjerk Bogtstra en nog tientallen andere mensen.

## Medewerkers
Vrijwel alle medewerkers van het blad woonden op het eiland en werkten vrijwillig aan het blad mee. De twee molentjes in het logo, een Nederlandse en een typisch Mallorcaanse molen, werden getekend door Juan Calvo.
In het eerste nummer verscheen de rubriek Spreekuur, geschreven door de Nederlandse arts (en nu ook kinderboekenauteur) Eva Raaff. Ze behandelde onderwerpen die met gezondheid te maken hadden. De Belgische vertaalster-tolk Kristien Lesage stelde samen met Juan Costa de rubriek Wikken en Wegen samen. Daarin gaven ze de lezers nuttige tips op het gebied van wonen en werken in Spanje. Lesage zou later nog de rubriek Vlamingen in de Wereld verzorgen in haar hoedanigheid van Vertegenwoordiger van Vlamingen in de Wereld voor de Balearen. Lesage en Costa waren de enige medewerkers die niet permanent op Mallorca woonden maar op het Spaanse vasteland. De Nederlander Donald Bulder en de Belgische makelaar John Lenaers startten in 2001 met de rubriek Onroerend goed op Mallorca. In de eerste editie kwamen ook twee pagina's met de titel Afzender Harold Stroucken voor. De 9-jarige Harald schreef op de ene pagina een brief naar een bekende Nederlandse instantie of bekend bedrijf. Op de andere pagina stond het antwoord afgedrukt. Deze brieven en antwoorden verschenen eerder in een boek. De auteur stelde de humoristische brieven maandelijks gratis ter beschikking.
In het tweede nummer introduceerde de Nederlandse dierenarts Marianne van de Wal de rubriek Huisdieren op Mallorca. Daarnaast schreef de Nederlandse Marquerite Bauch voor de eerste keer haar column Uit het leven gegrepen. De Nederlandse jachtmakelaar David Hessels was verantwoordelijk voor zijn rubriek Mensen en hun jachten. In het vijfde nummer startte Clementine Kokkelink haar rubriek Nederlandse vrouwen in een Mallorcaanse cultuur. In de zevende editie begon columnist G.P. met zijn vaste column Van de hak op de tak. Esmaralda van de Pol schreef vanaf uitgave acht haar rubriek Esmaralda's Mallorcaanse recepten uit grootmoeders keuken. Later verschenen nog meer rubrieken: Al surfend gevonden met website tips door Nuria Schuurs, Uit eten met BAPS! door pseudoniem BAPS! over eetgelegenheden op Mallorca, Mallorca Vandaag Showbizz Facts door dezelfde BAPS!, Over van alles en nog wat door Tannie van Holst (Sunflower), Voordelig en gezond eten door Maria Spoel en hondenliefhebster Marja de Leeuw schreef maandelijks haar eigen stukken over honden.

### Gastauteurs
Naast de vaste columnisten schreef Ate de Vries  zo nu en dan een artikel in Mallorca Vandaag. Hij publiceerde ooit drie reportages over zijn ervaring als cameraman in Suriname bij de documentairefilm Foja Lobbi van Herman van der Horst. De Nederlandse kunstenares Gemma Leys publiceerde in juni 2002 vijf uitgaven achter elkaar haar “Brieven uit Bali”, waarin ze schreef over haar oponthoud op het Indonesische eiland. Daarnaast leverde de schrijver en literair vertaler Jean Schalekamp in de derde uitgave een bijdrage n.a.v. de aanslag op de Twin Towers in New York. Ook schreef hij in 2005 onder de titel Tempo Dulu een artikel over een bezoek aan Indonesië. Dat stuk verscheen eerder in het Spaans in het Spaanse dagblad Diario de Mallorca.

## Rubrieken
De vaste rubrieken in het blad waren kruiswoordpuzzel, agenda, agendatips, wie is wie, kleintjes, lezersbrieven en belangrijke telefoonnummers.
De advertenties financierden het maandblad. De Duitse luchtvaartmaatschappij Air Berlin adverteerde vanaf de derde uitgave in oktober 2001 tot en met de allerlaatste uitgave in september 2006 met een advertentie op de voorpagina. Daarnaast sponsorde Air Berlin zo nu en dan een retourvlucht naar Amsterdam als hoofdprijs bij een prijsvraag.

## Distributie
Maandelijks bezorgde Allard van Gent samen met Mangala Meiners de magazines op ruim 100 distributieplekken op Mallorca waaronder horecagelegenheden, supermarkten, makelaarskantoren, medische centra en het Belgische en Nederlandse consulaat. Daarnaast verstuurde hij de uitgaven per post naar abonnees in Nederland en België. Mallorca Vandaag verscheen altijd op de 15e van de maand.
Het blad werd gedrukt bij de Spaanse drukkerij Imprenta Adrover in Campos. Vanaf de 17e uitgave in december 2002 verscheen de omslag in vier kleuren.
Op 15 september 2006 verscheen de laatste uitgave. Allard van Gent onderhield daarna de website mallorcavandaag.com, die sinds 2002 bij het maandblad hoorde. In april 2012 nam Van Gent definitief afscheid van zijn project en verkocht ook de bijbehorende website www.mallorcavandaag.com aan een aantal ondernemers op Mallorca. In 2021 maakte hij een comeback en kocht de domainnaam www.mallorcavandaag.net om zijn werk voort te zetten.

## Boek
Op 19 december 2021, 20 jaar na de oprichting van het maandblad, verscheen bij Brave New Books via Printing On Demand het boek "Mallorca Vandaag 2001 - 2006". Hierin bundelde Van Gent de hoogtepunten uit vijf jaar Mallorca Vandaag. Het papieren boek is verkrijgbaar in Nederland (ISBN: 9789464480719), Spanje (ISBN: 9789403638744)9789403638744) en Duitsland (ISBN: 9789403648170).